# New Orleans Pelicans
New Orleans Pelicans – amerykański klub koszykarski z siedzibą w Nowym Orleanie, uczestniczący w rozgrywkach NBA (Dywizja Południowo-Zachodnia w Konferencji Zachodniej).
Pelicans powstali w 2002 (jako New Orleans Hornets), kiedy właściciel Charlotte Hornets przeniósł klub do Nowego Orleanu. Na skutek zniszczeń spowodowanych przez huragan Katrina, od 2005 siedzibę Hornets tymczasowo pełniło Oklahoma City. Tam też rozgrywali oni swoje mecze przez dwa sezony, występując pod nazwą New Orleans/Oklahoma City Hornets. Do Nowego Orleanu klub powrócił w rozgrywkach 2007/2008.
Przed sezonem 2013/2014 klub zmienił nazwę na Pelicans. W 2014 nazwa Hornets, a także historia i statystyki drużyny z czasów, gdy siedzibą klubu było Charlotte, zostały przeniesione na Charlotte Bobcats, skutkiem czego jest historyczna jedności drużyn występujących w Charlotte, przy zachowaniu odrębności nowoorleańskiego klubu (Hornets od 2002).
Podczas siedemnastu sezonów klub ten siedmiokrotnie awansował do fazy play-off. W sezonie 2007/2008 zajął pierwsze miejsce w swojej dywizji.

## Historia
Powstanie Pelicans datuje się na 2002, kiedy właściciel Charlotte Hornets przeniósł klub do Nowego Orleanu, tworząc tym samym New Orleans Hornets. Był to powrót klubu NBA do tego miasta po 17 latach przerwy (poprzednio grał tu zespół Jazz). W 2004, na skutek przekształceń ligi, zespół został przesunięty do Konferencji Zachodniej, grając w Dywizji Południowo-zachodniej, wraz z tak silnymi klubami, jak San Antonio Spurs, Dallas Mavericks i Houston Rockets. Silni przeciwnicy oraz kontuzje podstawowych graczy spowodowały katastrofalny start w nowej dywizji z początkowym bilansem 2-29 i, ostatecznie, 18-64. Nowy trener, Byron Scott zdecydował, że nadszedł czas na zmiany. Pozbyto się weteranów Davisa i Mashburna. Na początku sezonu 2004–2005 do klubu został oddany w wymianie z Phoenix Suns drugi Polak grający w NBA Maciej Lampe.
W wyniku zniszczeń spowodowanych w sierpniu 2005 przez huragan Katrina drużyna została przeniesiona do Oklahoma City, jednak już w 2007 zespół powrócił do Nowego Orleanu. Jedynym sukcesem w tych latach było zdobycie tytułu Rookie of the Year w 2006 przez Chrisa Paula. Mimo nienadzwyczajnych wyników, popularność zespołu w Oklahoma City była na tyle duża, że właśnie tam zdecydowano się przenieść zespół Seattle SuperSonics (obecnie Oklahoma City Thunder).
Wróciwszy do macierzystej siedziby zespół, wzmocniony nowymi nabytkami, m.in. Jannero Pargo, Bonzi Wellsem i Mike Jamesem, zakończył sezon 2007–2008 z rekordowym bilansem 56-26, zdobywając pierwszy w historii tytuł mistrza Dywizji i przynosząc swojemu trenerowi, Byronowi Scottowi tytuł Trenera roku oraz zaszczyt prowadzenia drużyny Zachodu podczas Meczu Gwiazd. Mimo to, w fazie play-off zespół poległ w drugiej rundzie.
Przed rozpoczęciem sezonu 2013/2014 władze Hornets postanowiły zmienić nazwę klubu. Wybór padł na Pelicans (pol. Pelikany), gdyż pelikan brunatny jest od 1966 roku jednym z oficjalnych symboli stanu Luizjana. W maju 2014 nazwa Hornets, historia i statystyki drużyn z czasów, gdy siedzibą klubu było Charlotte, zostały przeniesione na Charlotte Bobcats. Skutkiem tego było zachowanie historycznej jedności drużyn występujących w Charlotte, przy zachowaniu odrębności nowoorleańskiego klubu (Hornets od 2002 do 2013). Oba kluby nie są ze sobą powiązane.

## Zawodnicy

### Kadra
Stan na 1 października 2020
| Nr | Poz. | Nar.              | Nazwisko i imię           | Data urodzenia | Wzrost | Masa ciała |
| -- | ---- | ----------------- | ------------------------- | -------------- | ------ | ---------- |
| 0  | SG   | Kanada            | Alexander-Walker, Nickeil | 1998–09–02     | 196 cm | 93 kg      |
| 2  | PG   | Stany Zjednoczone | Ball, Lonzo               | 1997–10–27     | 198 cm | 86 kg      |
| 45 | SF   | Stany Zjednoczone | Cheatham, Zylan           | 1995–11–17     | 196 cm | 100 kg     |
| 22 | PF   | Stany Zjednoczone | Favors, Derrick           | 1991–07–15     | 206 cm | 120 kg     |
| 5  | PG   | Stany Zjednoczone | Gray, Josh                | 1993–09–09     | 183 cm | 82 kg      |
| 3  | SG   | Stany Zjednoczone | Hart, Josh                | 1995–03–06     | 196 cm | 98 kg      |
| 10 | C    | Stany Zjednoczone | Hayes, Jaxson             | 2000–05–23     | 211 cm | 100 kg     |
| 11 | PG   | Stany Zjednoczone | Holiday, Jrue             | 1990–06–12     | 191 cm | 93 kg      |
| 14 | SF   | Stany Zjednoczone | Ingram, Brandon           | 1997–09–02     | 201 cm | 86 kg      |
| 15 | PF   | Stany Zjednoczone | Jackson, Frank            | 1998–05–04     | 191 cm | 93 kg      |
| 20 | C    | Włochy            | Melli, Nicolò             | 1991–01–26     | 206 cm | 107 kg     |
| 21 | SF   | Stany Zjednoczone | Miller, Darius            | 1990–03–21     | 198 cm | 102 kg     |
| 55 | SG   | Stany Zjednoczone | Moore, E’Twaun            | 1989–02–25     | 191 cm | 87 kg      |
| 9  | C    | Stany Zjednoczone | Okafor, Jahlil            | 1995–12–15     | 208 cm | 122 kg     |
| 4  | SG   | Stany Zjednoczone | Redick, J.J.              | 1984–06–24     | 191 cm | 91 kg      |
| 12 | SG   | Stany Zjednoczone | Thornwell, Sindarius      | 1994–11–15     | 193 cm | 98 kg      |
| 34 | SF   | Stany Zjednoczone | Williams, Kenrich         | 1994–12–02     | 198 cm | 95 kg      |
| 1  | PF   | Stany Zjednoczone | Williamson, Zion          | 2000–07–06     | 198 cm | 129 kg     |

Trener:  Alvin Gentry
 Asystenci: Jeff Bzdelik • Chris Finch • Jamelle McMillan • Fred Vinson

## Zastrzeżone numery
| New Orleans Pelicans zastrzeżone numery |                 |         |           |
| Nr                                      | Imię i nazwisko | Pozycja | Lata gry  |
| 7                                       | Pete Maravich   | PG      | 1974–1979 |

## Trenerzy
- Paul Silas (2002–2003)
- Tim Floyd (2003–2004)
- Byron Scott (2004–2009)
- Jeff Bower (2009–2010)
- Monty Williams (2010–2015)
- Alvin Gentry (2015–2020)

## Nagrody i wyróżnienia

### Sezon
Debiutant Roku
- Chris Paul – 2006

Największy Postęp
- Brandon Ingram – 2020

NBA Sportsmanship Award
- P.J. Brown – 2004

Trener Roku
- Byron Scott – 2008

I skład NBA
- Chris Paul – 2008
- Anthony Davis – 2015, 2017, 2018

II skład NBA
- Chris Paul – 2009

III skład NBA
- Jamal Mashburn – 2003
- Baron Davis – 2004
- Chris Paul – 2011

I skład defensywny NBA
- Chris Paul – 2009
- Anthony Davis – 2018
- Jrue Holiday – 2018

II skład defensywny NBA
- Chris Paul – 2008, 2011
- Anthony Davis – 2015, 2017
- Jrue Holiday – 2019

I skład debiutantów NBA
- Chris Paul – 2006
- Darren Collison – 2010
- Anthony Davis – 2013
- Zion Williamson – 2020

II skład debiutantów NBA
- Marcus Thornton – 2010

### All-Star Weekend
Uczestnicy meczu gwiazd NBA
- Jamal Mashburn – 2003
- Baron Davis – 2004
- Jamaal Magloire – 2004
- David West – 2008–2009
- Chris Paul – 2008–2011
- Anthony Davis – 2014–2019
- DeMarcus Cousins – 2018
- Brandon Ingram – 2020

Trenerzy All-Star
- Byron Scott – 2008[13]

Uczestnicy Rookie Challenge
- Chris Paul – 2006, 2007
- David West – 2006
- Anthony Davis – 2013, 2014

MVP
- Anthony Davis – 2017

Zwycięzcy Skills Challenge
- Baron Davis – 2004

## Statystyczni liderzy NBA
Liderzy w asystach
- Chris Paul – 2008–2009

Liderzy w przechwytach
- Baron Davis – 2004
- Chris Paul – 2008–2009, 2011

Liderzy w blokach
- Anthony Davis – 2014, 2015

Liderzy w skuteczności rzutów wolnych
- Peja Stojakovic – 2008
- Brian Roberts – 2014

## Sukcesy
| Tytuł              | Liczba | Rok                                            |
| ------------------ | ------ | ---------------------------------------------- |
| Mistrz NBA         | 0      |                                                |
| Mistrz Konferencji | 0      |                                                |
| Mistrz dywizji     | 1      | 2008                                           |
| Występy w play-off | 7      | 2003, 2004, 2008, 2009, 2011, 2015, 2018, 2022 |
| Występy w play-in  | 1      | 2022                                           |

## Poszczególne sezony
Na podstawie:. Stan na koniec sezonu 2022/23
| Sezon                               | Liga | Konferencja | Poz. w konf. | Dywizja   | Poz. w dyw. | Sezon regularny | Sezon regularny | Występy w play-off                                                                                     |
| Sezon                               | Liga | Konferencja | Poz. w konf. | Dywizja   | Poz. w dyw. | Wyg.            | Por.            | Występy w play-off                                                                                     |
| ----------------------------------- | ---- | ----------- | ------------ | --------- | ----------- | --------------- | --------------- | --- |
| New Orleans Hornets                 |      |             |              |           |             |                 |                 | |
| 2002/03                             | NBA  | Wschodnia   | 5            | Central   | 3           | 47              | 35              | Porażka w 1. rundzie z Philadelphia 76ers (2-4)                                                        |
| 2003/04                             | NBA  | Wschodnia   | 5            | Central   | 3           | 41              | 31              | Porażka w 1. rundzie z Miami Heat (3-4)                                                                |
| 2004/05                             | NBA  | Zachodnia   | 15           | Southwest | 5           | 18              | 64              | |
| New Orleans / Oklahoma City Hornets |      |             |              |           |             |                 |                 | |
| 2005/06                             | NBA  | Zachodnia   | 10           | Southwest | 4           | 38              | 44              | |
| 2006/07                             | NBA  | Zachodnia   | 10           | Southwest | 4           | 39              | 43              | |
| New Orleans Hornets                 |      |             |              |           |             |                 |                 | |
| 2007/08                             | NBA  | Zachodnia   | 2            | Southwest | 1           | 56              | 26              | Wygrana w 1. rundzie z Dallas Mavericks (4-1) Porażka w pół. Konf. z San Antonio Spurs (3-4)           |
| 2008/09                             | NBA  | Zachodnia   | 7            | Southwest | 4           | 49              | 33              | Porażka w 1. rundzie z Denver Nuggets (1-4)                                                            |
| 2009/10                             | NBA  | Zachodnia   | 11           | Southwest | 5           | 37              | 45              | |
| 2010/11                             | NBA  | Zachodnia   | 7            | Southwest | 3           | 46              | 36              | Porażka w 1. rundzie z Los Angeles Lakers (2-4)                                                        |
| 2011/12                             | NBA  | Zachodnia   | 15           | Southwest | 5           | 21              | 45              | |
| 2012/13                             | NBA  | Zachodnia   | 14           | Southwest | 5           | 27              | 55              | |
| New Orleans Pelicans                |      |             |              |           |             |                 |                 | |
| 2013/14                             | NBA  | Zachodnia   | 12           | Southwest | 5           | 34              | 48              | |
| 2014/15                             | NBA  | Zachodnia   | 8            | Southwest | 5           | 45              | 37              | Porażka w 1. rundzie z Golden State Warriors (0-4)                                                     |
| 2015/16                             | NBA  | Zachodnia   | 12           | Southwest | 5           | 30              | 52              | |
| 2016/17                             | NBA  | Zachodnia   | 10           | Southwest | 4           | 34              | 48              | |
| 2017/18                             | NBA  | Zachodnia   | 6            | Southwest | 2           | 48              | 34              | Wygrana w 1. rundzie z Portland Trail Blazers (4-0) Porażka w pół. Konf. z Golden State Warriors (1-4) |
| 2018/19                             | NBA  | Zachodnia   | 13           | Southwest | 4           | 33              | 49              | |
| 2019/20                             | NBA  | Zachodnia   | 13           | Southwest | 5           | 30              | 42              | |
| 2020/21                             | NBA  | Zachodnia   | 11           | Southwest | 4           | 31              | 41              | |
| 2021/22                             | NBA  | Zachodnia   | 9/8          | Southwest | 3           | 36              | 46              | Porażka w 1. rundzie z Phoenix Suns (2-4)                                                              |
| 2022/23                             | NBA  | Zachodnia   | 9            | Southwest | 3           | 42              | 40              | |